# Ruptura sinosoviètica
La ruptura sinosoviètica és el nom que va rebre la crisi en les relacions entre la República Popular de la Xina i la Unió Soviètica que va començar a la fi de la dècada del 1950 i s'intensificaria durant la dècada del 1960.

## Orígens
Les arrels del conflicte entre els comunistes xinesos i la Unió Soviètica es remuntaven a l'època en què Mao Zedong havia assolit el poder del Partit Comunista de la Xina en contra de les preferències soviètiques. Fins a aquell moment, el Partit Comunista de la Xina havia estat tutelat per la Unió Soviètica a través del Komintern o Tercera Internacional, l'organització finançada des de Moscou per promoure el comunisme al món. Mao Zedong havia marcat distàncies amb el comunisme soviètic, desenvolupant una ideologia comunista pròpia basada en els camperols més que en els obrers urbans, en contra de l'ortodòxia ideològica soviètica. En la lluita pel poder que va tenir lloc durant la Llarga Marxa, Mao Zedong va esdevenir el líder indiscutible del partit, davant els dirigents de formació russa als quals Moscou donava suport Bo Gu i Wang Ming. Malgrat aquestes diferències i de l'animadversió personal entre els dos líders, Mao i Stalin, la victòria comunista a la Guerra civil xinesa l'any 1949 havia fet necessària l'aliança entre els dos règims per conveniència mútua. La República Popular, especialment després de la Guerra de Corea, no podia recórrer a l'ajuda d'Occident, i la Unió Soviètica era el referent internacional del moviment comunista que, sota Stalin, havia aconseguit convertir-se en una de les grans superpotències del món. Al seu torn, la Unió Soviètica, en el seu paper de líder del moviment comunista, veia la pujada al poder d'un partit comunista al país més poblat del món com un pas de gran importància en l'expansió del seu sistema polític i la seva influència global.

## Desenvolupament del conflicte
Tanmateix, les diferents visions xinesa i soviètica de la col·laboració entre ambdós provocarien un conflicte creixent. Mentre que la Unió Soviètica pretenia tractar a la Xina com un més dels seus satèl·lits, a l'estil dels països d'Europa Oriental, els dirigents de la República Popular desitjaven un tracte en condicions d'igualtat. No en va, un dels objectius de la lluita comunista a la Xina havia estat alliberar el país de la submissió a les potències estrangeres.
L'ajuda de la Unió Soviètica a la Xina va ser vista com a mesquina i interessada per molts dirigents xinesos, entre ells Mao, a qui ja Stalin havia tractat amb menyspreu en la seva primera visita a Moscou el desembre de 1949. Si bé el prestigi de Stalin havia mantingut les formes i la necessitat de la col·laboració amb l'únic aliat natural amb qui podia comptar un nou règim comunista, la pujada al poder de Nikita Khrusxov va revelar les profundes discrepàncies entre les dues parts. A més, l'abandonament de l'ortodòxia ideològica per part de Khrusxov, que fins i tot parlava d'aconseguir una "convivència pacífica" amb l'Occident capitalista, va enfurismar a Mao, per a qui la lluita contra el capitalisme fins a la seva aixafada era un dogma ideològic irrenunciable.
Així, Mao començava a veure la Xina com el nou referent real del comunisme al món, que havia d'abandonar a una Unió Soviètica que traïa a la causa ideològica. Precisament aquest creixent enfrontament ideològic portaria la Unió Soviètica a cancel·lar el seu projecte d'ajudar la Xina en el seu projecte nuclear. Khrusxov, temorós d'un enfrontament armat amb els Estats Units per la qüestió de Taiwan, no donava suport a les accions militars de l'exèrcit xinès, l'Exèrcit Popular d'Alliberament, contra els arxipèlags de Matsu i Quemoy, controlats pel règim nacionalista de Taiwan, al final de la dècada del 1950. L'any 1960, la Unió Soviètica ordenava la sortida de tots els seus experts establerts a la Xina i cancel·lava els projectes de cooperació tècnica. Uns anys més tard, el 1962, amb les relacions encara més tenses, la Unió Soviètica negaria una vegada més el suport a la República Popular en la breu guerra que aquesta va mantenir amb l'Índia pel control d'una zona fronterera. Els dirigents xinesos veien així com els interessos soviètics no coincidien en absolut amb els xinesos. Així, la República Popular de la Xina, en un dels moments més difícils de la seva història, es veia més aïllada internacionalment en no comptar ni amb el suport d'Occident ni amb el del bloc soviètic. Albània, el petit país europeu que havia abandonat també el model soviètic, es convertia en el seu únic aliat ideològic.

## Disputes territorials i enfrontament armat
A aquestes desavinences ideològiques se'n van unir d'altres de tipus nacionalista. Encara que al Tractat d'Amistat, Aliança i Assistència Mútua firmat el 14 de febrer de 1950, la República Popular havia acceptat reconèixer la independència de Mongòlia Exterior, antic territori xinès, els dirigents xinesos intentarien reobrir la qüestió després de la mort de Stalin. També es van plantejar altres reivindicacions territorials xineses al llarg de la frontera entre els dos països. Khrusxov va rebutjar de ple les pretensions xineses de revisar la frontera sinó-soviètica. Aquestes disputes territorials assolirien el seu moment de tensió màxima en l'incident de l'illa de Zhenbao ("Damanski" en rus) al riu Ussuri, on es va desenvolupar una batalla entre tropes xineses i soviètiques pel control de l'illot. Aquest enfrontament armat suposaria el punt més baix en les relacions entre els dos països, i es va arribar a témer la possibilitat d'una gran guerra entre les dues potències comunistes.

## Millora de les relacions al final del període soviètic
Durant els anys 1970, la República Popular de la Xina va iniciar una política d'acostament als Estats Units i les potències occidentals. Això li va permetre arrabassar a la República de la Xina, el règim de Taiwan, el seient de la Xina en les Nacions Unides i aconseguir per fi el reconeixement diplomàtic de la majoria dels països occidentals que continuaven reconeixent al règim de Chiang Kai-shek a Taiwan com a govern legítim de la Xina.
Davant aquesta obertura de relacions cap als països occidentals, les relacions entre la Xina i la Unió Soviètica es mantindrien distants fins a finals dels anys 1980, quan el líder soviètic Mikhaïl Gorbatxov va iniciar un procés d'obertura que el va portar a visitar la Xina el 1989. Aquest acostament es produïa en un moment de grans problemes per als dos països. La visita de Gorbatxov a Pequín va coincidir amb les enormes protestes que es desenvolupaven a tot Xina, en particular la Revolta de la plaça de Tian'anmen. A la crisi per la qual passava el règim xinès, s'hi va unir la crisi del sistema soviètic, finalment molt més greu, que va provocar la dissolució de la Unió Soviètica al final de 1991, dividida en quinze noves repúbliques independents. Des de llavors, el principal estat successor de la Unió Soviètica, Rússia, ha mantingut unes relacions molt més cordials amb la República Popular de la Xina, en desaparèixer l'antiga rivalitat ideològica.